# エドモン・ドゥ・ロスチャイルドグループ
エドモン･ドゥ･ロスチャイルドグループ（英：Edmond de Rothschild Group、仏：Groupe Edmond de Rothschild、伊：Gruppo Edmond de Rothschild）は、プライベート・バンキングとアセットマネジメントを専門とする金融機関である。グループは1953年にエドモン・ドゥ・ロスチャイルドによって設立された。ベンジャミン・ドゥ・ロスチャイルドは2019年4月よりエドモン・ドゥ・ロスチャイルド・ホールディングS.A.の取締役社長、アリアーヌ・ドゥ・ロスチャイルドはエドモン・ドゥ・ロスチャイルド・S.A.スイスの取締役社長を務めている。
ジュネーブを拠点とするエドモン･ドゥ･ロスチャイルド・グループは、家族経営で独立した企業である。従業員は2,700人、15カ国に32のオフィスを持ち、1,690億ユーロ相当の資産を管理している（2018年）。 また、同グループには、エドモンド・ドゥ・ロスチャイルド財団（慈善事業部門）、ライフスタイルレーベル「エドモン･ドゥ･ロスチャイルド・ヘリテージ」（高級ワインやチーズ、高級ホテルやレストラン）、ジターナチーム（プロのヨットチーム）のスポンサーなどがある。

## 歴史

### 1953-1997：エドモン･ドゥ･ロスチャイルド時代
1953年、エドモンド・ドゥ･ロスチャイルドはパリにLa Compagnie Financière (LCF) Edmond de Rothschildを設立した。1965年にはジュネーヴでプライベートバンキングを行うBanque Privée Edmond de Rothschildを設立し、その3年後にはルクセンブルクに支店を開設した。
1969年、LCFエドモンド・ドゥ･ロスチャイルドは、新しい投資モデルであるファンド・オブ・ファンズ（FOF）運用を導入した。1970年、LCFエドモンド・ドゥ・ロスチャイルドはフランスの銀行免許を取得した。1973年、LCFエドモンド・ドゥ･ロスチャイルドはカリフォルニア銀行を買収したが、1985年に買収額の3倍の価格で三菱銀行に売却した。1973年、エドモンド・ドゥ･ロスチャイルドは、エドモンド・ドゥ･ロスチャイルド・ヘリテージ・コレクションの最初のワインとなるブドウ畑「シャトー・クラーク」（アペラシオン：リストラック・メドック）を購入した。1982年、ダヴィッド・ドゥ･ロスチャイルドがパリ・オルレアンズ・ジェスチョン（ロスチャイルド&カンパニー）を立ち上げた際、LCFエドモンド・ドゥ･ロスチャイルドはこの新組織に10％出資した。
1989年、エドモンド・ドゥ･ロスチャイルドの息子であるベンジャミン・ドゥ･ロスチャイルドは、高度な金融リスク管理サービスを提供するCompagnie de Trésorerieを設立した。1992年、LCFエドモンド・ドゥ･ロスチャイルドは20億ドル相当の資産を管理し、香港にオフィスを開設した。

### 1997年以降：ベンジャミン&アリアーヌ・ドゥ･ロスチャイルド時代
1997年の父の死後、ベンジャミン・ドゥ･ロスチャイルドは、La Compagnie Financière Edmond de Rothschildの社長に就任した 。
1999年、カナダにおいて、バンク・ローレンティエンヌと提携し、LCFは金融会社BLC - Edmond de Rothschild Gestion d'Actifs Inc.を設立し、これが最終的にB2B Banqueの設立につながった。2001年、LCFは最初のオンラインバンキング・サイトを開設した。2002年、LCFはプライベート・エクイティ組織であるキャピタル・パートナーズを立ち上げた。2006年、LCFと日興コーディアル証券は、日本で最初の本格的なファミリーオフィスであるLCFエドモンド・ドゥ･ロスチャイルド日興コーディアルを設立した。2008年3月、LCFエドモンド・ドゥ･ロスチャイルドは、中国の投資信託運用会社の株式を保有する最初の外資系銀行となり、Zhonghai Fund Managementの株式を15%購入し、2011年には25%まで増やした。2000年から2010年にかけて、LCFエドモンド・ドゥ･ロスチャイルドは、フランス国内に7つの地域オフィスを開設した。
2009年、アリアーヌ・ドゥ・ロスチャイルドがLCFエドモンド・ドゥ・ロスチャイルドの副社長に就任。2010年、La Compagnie Financière Edmond de Rothschild (LCF)はEdmond de Rothschild Groupに名称を変更した。2011年、EdRはUNEPFIプログラムに参加した。
2011年、中東での活動を展開するためにドバイにオフィスを開設し、国連グローバル・コンパクトのメンバーとなった。2013年には、ロンドンに新オフィスを開設する計画を発表した。2014年6月には、アフリカへの投資をターゲットとした5億3,000万ドルのファンドを調達した。2014年、同社のすべての金融資産および非金融資産をグループの構造内で再編成した。
2015年、アリアーヌ・ドゥ・ロスチャイルドがEdmond de RothschildグループのCEOに就任した。彼女はロスチャイルドの事業を運営する初の女性であり、会社に新たな刺激を与えるために指名された。2015年、同グループは初めてサステナビリティレポートを発行した。2018年2月、エドモンド・ドゥ･ロスチャイルドは、バイオテクノロジー・医療機器業界に特化した3億4500万ユーロのファンドを調達した。
2019年3月、同社はEdmond de Rothschild (Switzerland) S.A.を公開取引から外し、100%非公開とした。アリアーヌ・ドゥ･ロスチャイルドが会長に就任し、Vincent TaupinがグループのCEOに就任した。フランスの事業体は、グループの組織図を簡素化するために、スイスの会社に組み込まれた。
2019年5月、EdRは不動産市場をターゲットにした人工知能ファンドを立ち上げた。2019年6月、同グループはアフリカに特化した4番目のファンドのために3億7500万ユーロを調達した。2019年10月22日、同社の株式はチューリッヒ証券取引所から上場廃止となった。2020年2月、同グループは駐車場運営会社のParkdemaを支援することで、バルト海で初の投資を行った。

## 刑事調査
ロスチャイルド銀行の活動については、2016年にスイス当局がマネーロンダリングの疑いで刑事捜査を開始し、2017年にはルクセンブルク当局がマレーシアの投資ファンド「1MDB」に関連する資金を取り扱ったとして、プライベートバンク「エドモンド・ドゥ･ロスチャイルド」の現地法人に1010万ドルの罰金を科している。

## リーガル
2020年10月、ロシアの石油生産会社ロスネフチの元トップであるセルゲイ・ボグダンチコフは、自分の投資ファンドから数百万ドルを盗むキックバックスキームに関与したとして、ニューヨークのエドモンド・ドゥ･ロスチャイルド銀行に対して1億ドルの訴訟を起こした。

## 説明
エドモンド・ドゥ･ロスチャイルド・グループは、信念を持った機関投資家である。2018年のグループの従業員数は2,700人、15カ国に32のオフィス、3つの国際管理センター（ジュネーブ、ルクセンブルグ、パリ）を有している。グループは1,690億ユーロ相当の資産を運用し、ソルベンシー・マージン比率は20.8％を記録した。エドモンド・ドゥ･ロスチャイルド・グループは、以下のサービスを提供している。
- プライベートバンキング
- 資産運用管理
- 不動産
- プライベートエクイティ
- コーポレート・ファイナンス
- ファンドマネジメント